# Прокопенко Георгій Миколайович
Прокопенко Георгій Миколайович (нар. 25 квітня 1914, Житне, Сумська область - пом. 14 липня 1944, Тернопіль) - радянський військовий льотчик, Герой Радянського Союзу (1943), у роки німецько-радянської війни штурман третього гвардійського Ростово-Донського винищувального авіаційного полку 235-ї винищувальної авіаційної дивізії 10-го винищувального авіаційного корпусу 2-ї повітряної армії Воронезького фронту. До липня 1943 року здійснив 189 бойових вильотів, в 47 повітряних боях особисто збив 11 і в групі 15 літаків противника.

## Біографія
Народився 25 квітня 1914 року в селі Житне нині Роменського району Сумської області в сім'ї робітника. Українець. Член ВКП(б) з 1941 року. Закінчив неповну середню школу в місті Ромни та 2 курси Кременчуцького залізничного технікуму. Працював помічником машиніста.
У Червоній Армії з 1933 року. У 1936 році закінчив військово-авіаційну школу льотчиків і льотчиків-спостерігачів. У 1938 учасник громадянської війни в Іспанії 1936 і Вторгнення СРСР до Польщі.
Учасник Німецько-радянської війни з червня 1941 року. Воював на Карельському, Волховському, Ленінградському, Сталінградському, Південному, Північно-Кавказький та інших фронтах. Був поранений.
Указом Президії Верховної Ради СРСР від 8 вересня 1943 року за зразкове виконання бойових завдань командування на фронті боротьби з німецько-фашистськими загарбниками і проявлені при цьому мужність і героїзм, гвардії майору Прокопенко Георгію Миколайовичу присвоєно звання Героя Радянського Союзу з врученням ордена Леніна і медалі «Золота Зірка» (№ 1696). 
14 липня 1944 гвардії підполковник загинув при виконанні бойового завдання в небі над містом Львовом. Похований на площі Героїв у місті Ромни Сумської області.

## Нагороди
Нагороджений орденом Леніна, 2 орденами Червоного Прапора, орденами Кутузова 3-го ступеня, Олександра Невського, медалями.

## Вшанування пам'яті
- Ім'ям Героя названа вулиця в місті Ромни;
- на будівлі середньої школи № 11 в м. Ромни, в якій він навчався, встановлено меморіальну дошку.
- У Сумському краєзнавчому музеї зібрані матеріали, що розповідають про бойовий шлях Г. Н. Прокопенко.
- У місті Ромни на Алеї Героїв встановлено його пам'ятний стенд.
- У 1989 р. на будівлі Кременчуцького технікума залізничного транспорту була розміщена меморіальна дошка, присвячена випускникам Прокопенку Григорію та Марченко Федіру. У 2004 р. замінена меморіальною дошкою: зліва вгорі зображення зірки Героя, справа внизу лаврова гілка, з’єднані між собою стилізованим малюнком крутого повороту залізничної колії. Текст: «Тут навчалися Герої Радянського Союзу Прокопенко Георгій Миколайович,  Марченко Федір Іларіонович».